# Línea Jōnan

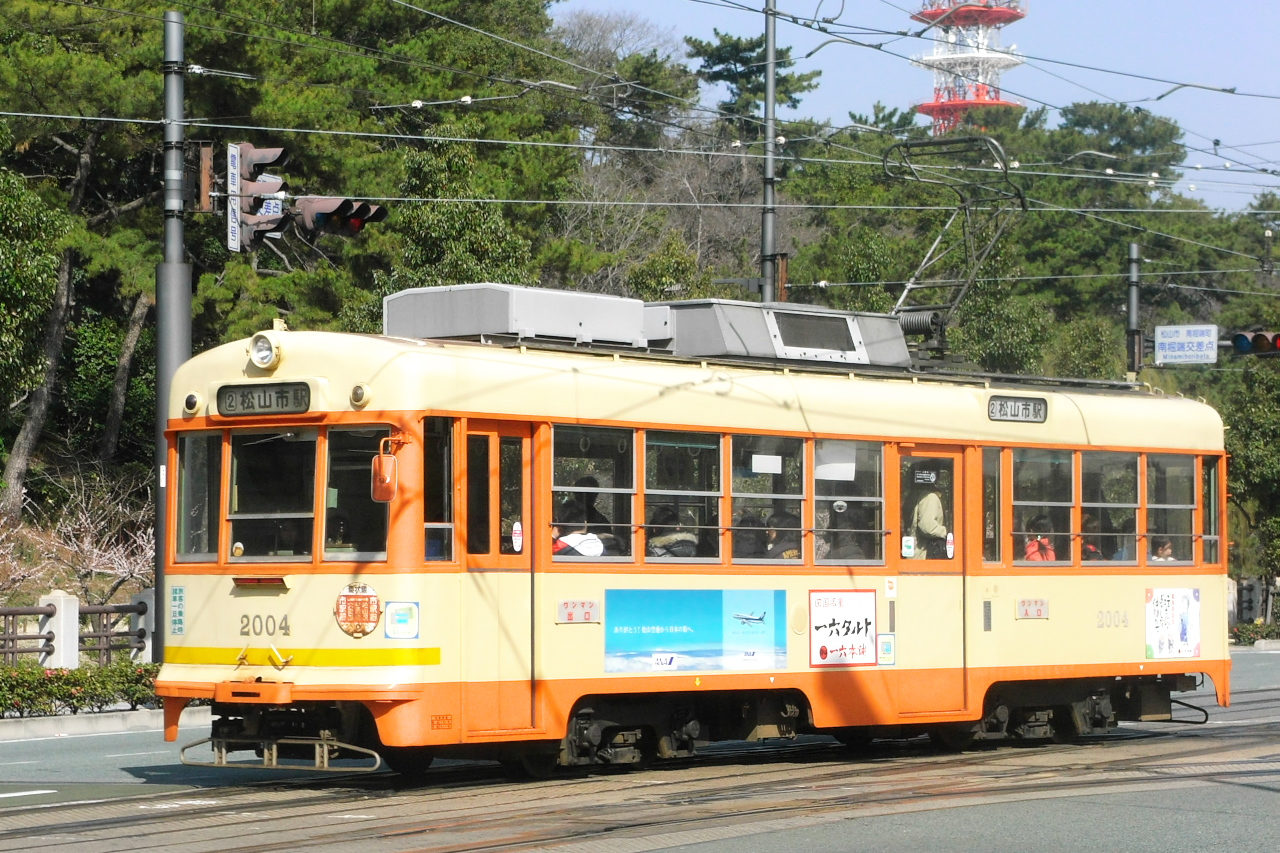
Un tren de las Líneas urbanas con pasajeros a bordo

La línea Jōnan (城南線 Jōnan-sen?) es una de las líneas urbanas del Ferrocarril Iyo. Se extiende desde la estación Onsen de Dōgo (道後温泉駅 Dōgo'onsen-eki?) hasta la estación Nishi-Horibata (西堀端停留場 Nishihoribata-teiryūjō?), todas en la ciudad de Matsuyama de la prefectura de Ehime.

## Características
Desde la estación Kenchomae hasta la estación Kami Ichiman se suceden varias pendientes ascendentes.
Conforma la mayor parte del recorrido del tren de Botchan (坊っちゃん列車 Botchan-ressha?), siendo una de las principales líneas, tanto para el turista como para los habitantes de la ciudad de Matsuyama.

## Datos
- Distancia total: 3,5 km
- Ancho de vía: 1067mm
- Cantidad de estaciones: 11 (incluidas las cabeceras)
- Cantidad de vías: Vía doble
- Electrificación: toda la línea (DC600V)

## Recorrido
1. Estación Onsen de Dōgo (道後温泉駅 Dōgo'onsen-eki?)
2. Estación Parque de Dōgo (道後公園停留場 Dōgokōen-teiryūjō?)
3. Estación Minamimachi (南町停留場 Minamimachi-teiryūjō?)
4. Estación Kami-Ichiman (上一万停留場 Kamiichiman-teiryūjō?), combinación con la línea urbana Renraku.
5. Estación Comisaría (警察署前停留場 Keisatsushomae-teiryūjō?)
6. Estación Katsuyamachō (勝山町停留場 Katsuyamachō-teiryūjō?)
7. Estación Ōkaidō (大街道停留場 Ōkaidō-teiryūjō?)
8. Estación Oficina de la Prefectura (県庁前停留場 Kenchōmae-teiryūjō?)
9. Estación Casa del Ayuntamiento (市役所前停留場 Shiyakushomae-teiryūjō?)
10. Estación Minami-Horibata (南堀端停留場 Minamihoribata-teiryūjō?), combinación con las líneas urbanas Hanazono y Honmachi.
11. Estación Nishi-Horibata (西堀端停留場 Nishihoribata-teiryūjō?), combinación con la línea urbana Ōtemachi.

### Ramales
Los ramales 1 y 2 recorren la Línea Johoku en su totalidad.
- Ramal 1 (Circunvalación en sentido horario): Estación Matsuyamashi → Línea Hanazono → Minami-Horibata → Línea Jōnan → Nishi-Horibata → Línea Ōtemachi → Komachi → Línea Jōhoku → Heiwadōri 1 → Línea Renraku → Kami-Ichiman → Línea Jōnan → Minami-Horibata → Línea Hanazono → Estación Matsuyamashi
- Ramal 2 (Circunvalación en sentido contra horario): Estación Matsuyamashi → Línea Hanazono → Minami-Horibata → Línea Jōnan → Kami-Ichiman → Línea Renraku → Heiwadōri 1 → Línea Jōhoku → Komachi → Línea Ōtemachi → Nishi-Horibata → Línea Jōnan → Minami-Horibata → Línea Hanazono → Estación Matsuyamashi
- Ramal 3 (Ramal Shieki): Estación Matsuyamashi → Línea Hanazono → Minami-Horibata → Línea Jōnan → Onsen de Dōgo
- Ramal 5 (Ramal JR): Estación JR Matsuyama → Línea Ōtemachi → Nishi-Horibata → Línea Jōnan → Onsen de Dōgo
- Tren de Botchan: (Komachi → Estación JR Matsuyama → Nishi-Horibata / Estación Matsuyamashi → Minami-Horibata) → Ōkaidō → Kami-Ichiman → Onsen de Dōgo (Solo se detiene en las estaciones indicadas y en algunas de ellas solo para el descenso)

## Historia
- 1907: es inaugurada por la empresa Tranvías Eléctricos Matsuyama (松山電気軌道 Matsuyama-denki-kidō?) con una única vía. Contaba con 12 estaciones, posteriormente sería suprimida la estación Enokimae (榎前停留場 Enokimae-teiryūjō?) (entre las actuales estaciones Minamihoribata y Shiyakushomae).

- 1911: el 1° de septiembre se inauguran los tramos comprendidos entre las estaciones Sumiyoshi (住吉停留場 Sumiyoshi-teiryūjō?) y Honmachi (本町停留場 Honmachi-teiryūjō?), y entre las estaciones Fudanotsuji (札ノ辻停留場 Fudanotsuji-teiryūjō?) y Dōgo (道後駅 Dōgo-eki?), actual estación Onsen de Dōgo, con un ancho de vía de 1435 mm.
- 1911: el 19 de septiembre se inaugura el tramo comprendido entre las estaciones Honmachi y Fuda-no-Tsuji con un ancho de vía de 1435 mm.
- 1912: el 7 de febrero se inaugura el tramo comprendido entre las estaciones Enokuchi (江ノ口停留場 Enokuchi-teiryūjō?) y Sumiyoshi con un ancho de vía de 1435 mm.
- 1921: el 1 de abril la empresa Tranvías Eléctricos Matsuyama es absorbida por Ferrocarril Iyo.
- 1923: el 30 de junio el tramo comprendido entre las estaciones Enokuchi y Dōgo pasa a tener un ancho de vía de 1067 mm. Además se suprime el paso sobre nivel de Kami Ichiman, dado que la línea Ferrocarril Dogo (道後鉄道 Dōgo-tetsudō?) se elimina.
- 1926: el 2 de mayo el tramo comprendido entre las estaciones de Ichibanchō (一番町停留場 Ichibanchō-teiryūjō?), actual estación Ōkaidō, y Katsuyamacho cambia su recorrido y pasa a tener dos vías; y el tramo comprendido entre las estaciones de Katsuyamachō y Dōgo pasa a tener dos vías.
- 1927: el 1° de noviembre se elimina el tramo entre las estaciones Enokuchi y Kayamachi (萱町停留場 Kayamachi-teiryūjō?).
- 1929: el 1° de abril se inaugura el tramo entre las estaciones Komachi (古町駅 Komachi-eki?) y Kayamachi.
- 1936: el 1° de mayo el tramo entre las estaciones de Nishihoribata y Saibanshomae (裁判所前停留場 Saibanshomae-teiryūjō?), actual Estación Oficina de la Prefectura, pasa a tener dos vías.
- 1946: el 19 de agosto el tramo entre las estaciones Komachi, Kayamachi, Honmachi y Nishi-Horibata es suspendido.
- 1948: el 1° de julio el tramo entre las estaciones Komachi, Kayamachi, Honmachi y Nishi-Horibata es eliminado. En su lugar se inaugura la línea Honmachi.
- 1949: el 5 de marzo el tramo entre las estaciones Oficina de la Prefectura e Ichibanchō pasa a tener dos vías.
- 1969: el 1° de diciembre se modifica el recorrido desde la estación Kami Ichiman hacia la estación Onsen de Dōgo por el que se dirige hacia la estación Comisaría (警察署停留場 Keisatsushō-teiryūjō?).